# Rozruchy głodowe w Rawiczu (1921)

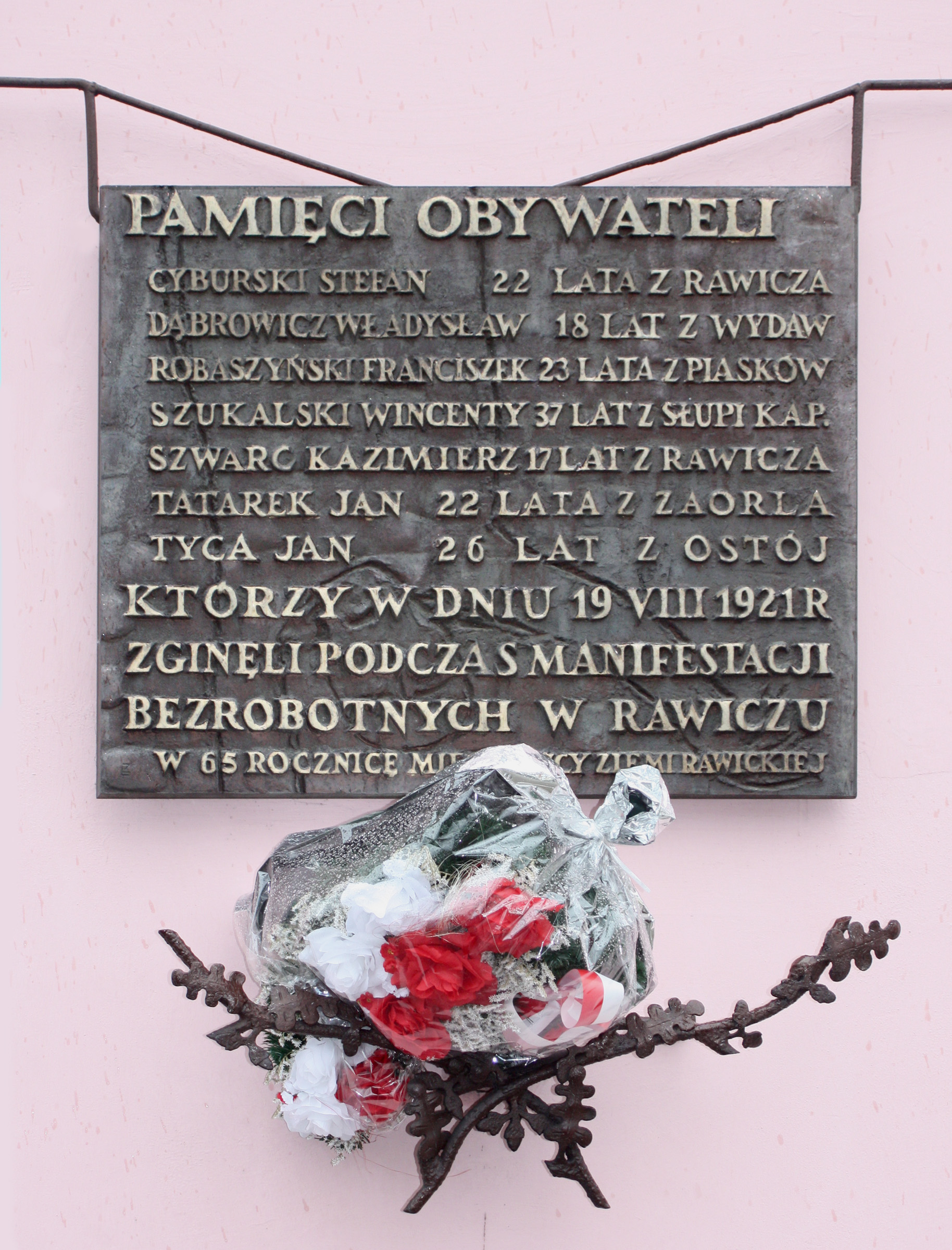
Tablica pamiątkowa

Rozruchy w Rawiczu w 1921 (tzw. krwawy piątek) – demonstracja głodowa i starcia robotników, chłopów oraz bezrobotnych z policją, do jakich doszło w Rawiczu 19 sierpnia 1921.

## Podłoże zajść
Podłożem rozruchów była sytuacja gospodarcza w Polsce, na obszarze byłego zaboru pruskiego. Do czerwca 1921 tereny te były nadal oddzielone granicą celną od reszty kraju, co powodowało utrzymywanie się tutaj innego systemu płac i cen. Po zniesieniu granicy celnej doszło do gwałtownego wzrostu cen i wszechobecnej drożyzny, co wywołało intensywne protesty ludności, demonstracje i rozruchy. Często dochodziło do ostrych starć z policją, która bezwzględnie obchodziła się z protestującymi. Do jednych z najostrzejszych wystąpień należały rozruchy w Rawiczu.

## Przebieg zajść

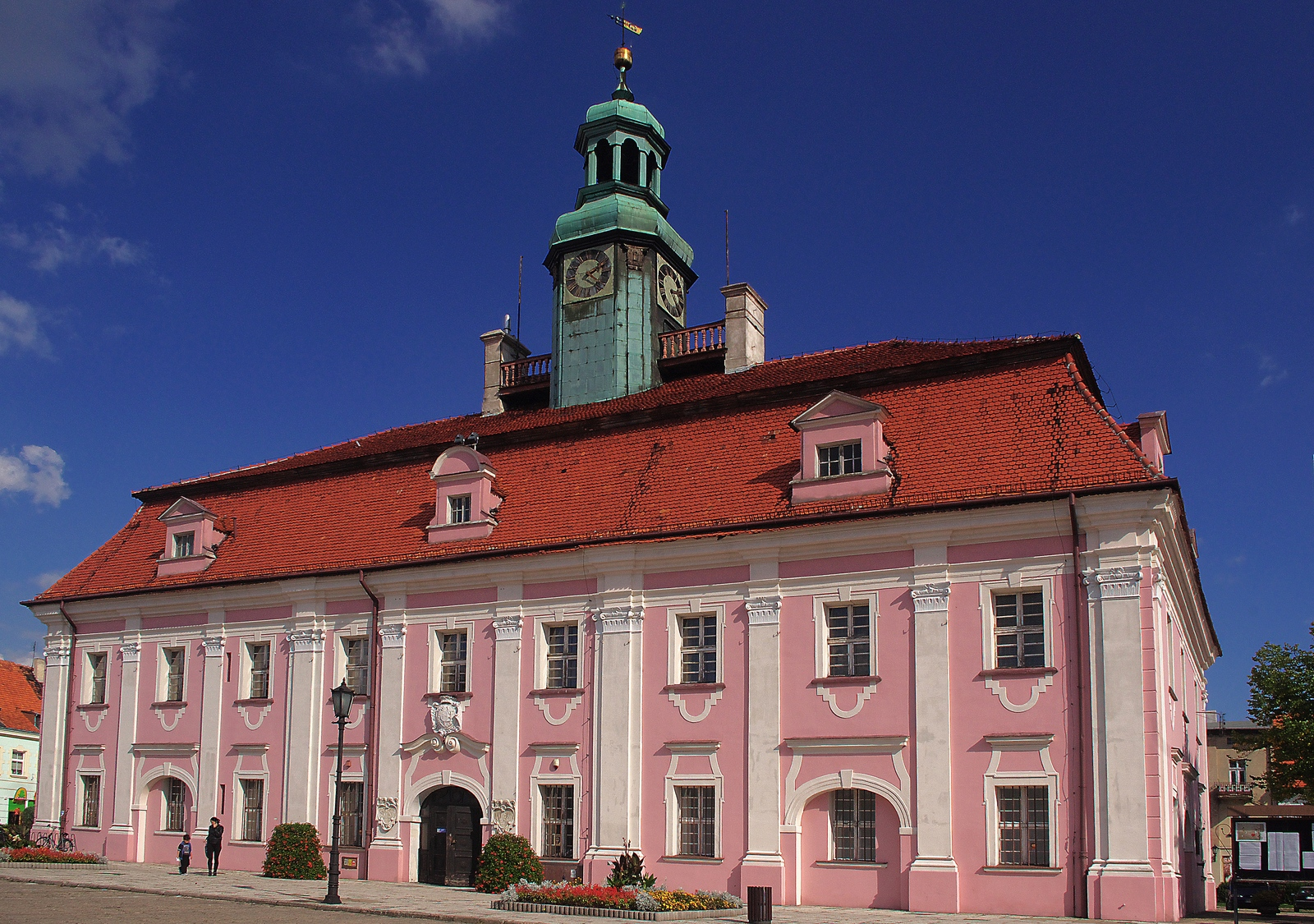
Ratusz w Rawiczu - tutaj rozpoczęły się rozruchy

W końcu lipca w okolicach Rawicza dochodziło do wybuchów niezadowolenia wśród chłopów i robotników. M.in. zbuntowali się pracownicy zatrudnieni przy regulacji Dąbroczni. Odmówili pracy za głodową płacę i wyruszyli w stronę Rawicza pod wodzą Lewandowskiego, aby przedstawić swoje postulaty lokalnym władzom. Żądań płacowych robotników nie przyjęto, co wywołało ich wściekłość. Rozpoczęły się walki uliczne – brukiem obrzucono rawicki ratusz. Policja zareagowała bardzo ostro – doszło do walk wręcz. Demonstrantom udało się rozbroić kilku policjantów. Reszta nierozbrojonych funkcjonariuszy wycofała się w ul. Paderewskiego, skąd oddała pierwszą salwę do głodujących. Walki trwały kilka godzin, gdyż z okolicznych wsi nadciągali uzbrojeni w kosy i widły chłopi. Miasto zostało otoczone kordonem wojska. Do nocy wyłapano lub zabito większość uczestników zajść.
Uczestnicy wydarzeń rawickich zostali osądzeni i uwięzieni. Po odbyciu wyroku duża część z nich, m.in. Lewandowski, wyjechała do Francji.
W 1962 wmurowano w ścianę ratusza w Rawiczu tablicę upamiętniającą poległych.

## Lista poległych
Podczas zajść zginęło siedem osób – trzy poległy na miejscu o 11:30, pozostałe zmarły w szpitalu 19, 20 i 21 sierpnia 1921. Najmłodszy miał 17 lat. Zbiorowy pogrzeb nastąpił 25 sierpnia na rawickim cmentarzu.
Lista poległych:
- Stefan Cyburski (Rawicz, 22 lata),
- Władysław Dąbrowicz (Wydawy, 18 lat),
- Franciszek Robaszyński (Piaski, 23 lata),
- Wincenty Szukalski (Słupia Kapitulna, 37 lat),
- Kazimierz Szwarc (Rawicz, 17 lat),
- Jan Tatarek (Zaorle, 22 lata),
- Jan Tyca (Ostoje, 26 lat)[1][4].